# Skamania County
Skamania County är ett administrativt område i delstaten Washington, USA, med 11 066 invånare. Den administrativa huvudorten (county seat) är Stevenson.

## Geografi
Enligt United States Census Bureau så har countyt en total area på 4 361 km². 4 290 km² av den arean är land och 71 km² är vatten. 

### Angränsande countyn
- Lewis County - nord
- Yakima County - nordost
- Klickitat County - öst
- Hood River County, Oregon - syd
- Multnomah County, Oregon - sydväst

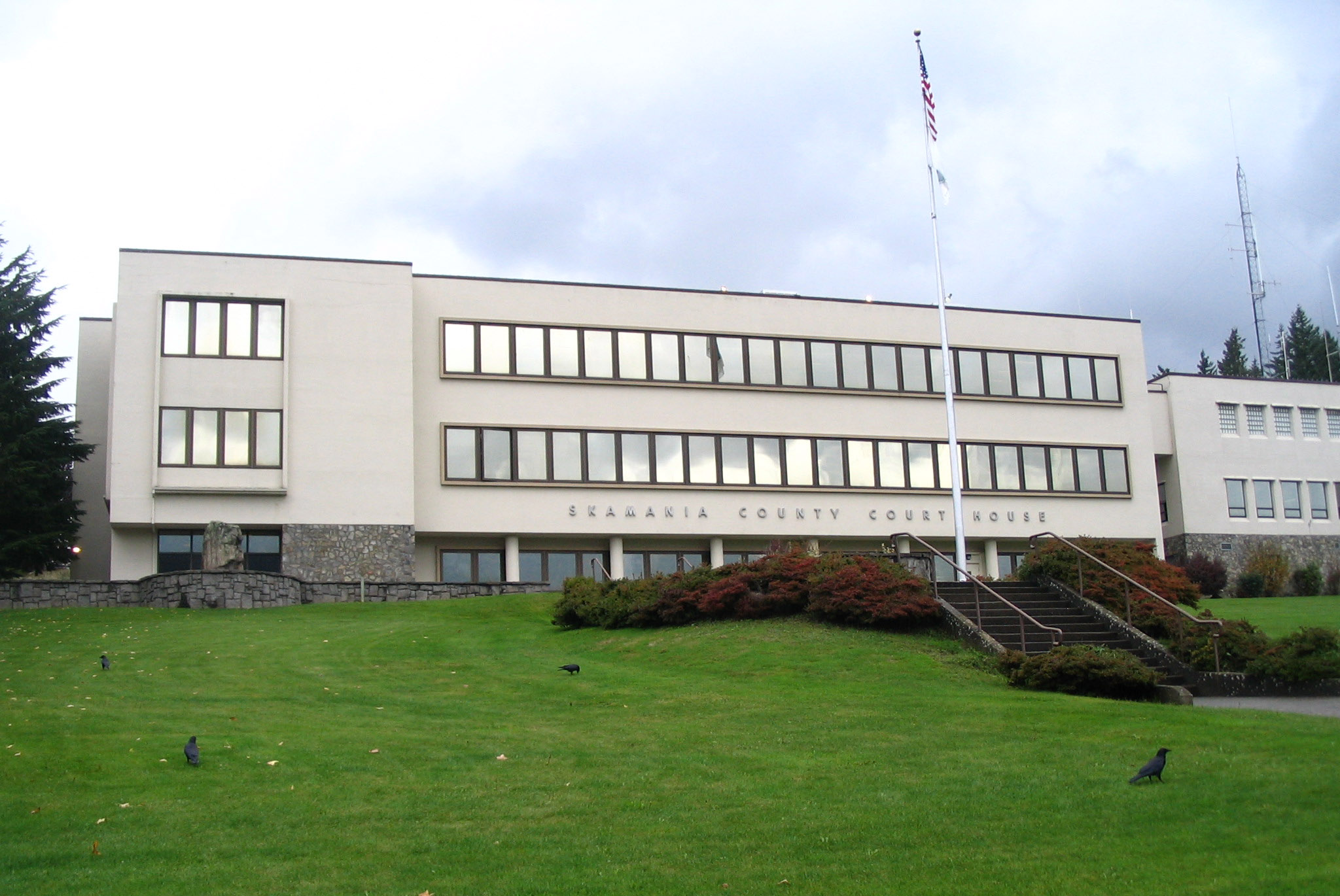
Skamania County Court House i Stevenson.

- Clark County - väst
- Cowlitz County - väst